# Bruno Hapel
Bruno Hapel est un essayiste et traducteur français, spécialiste des doctrines médiévales et de l'œuvre de René Guénon. Il traduit du latin et du catalan en français.

## Biographie
Ses travaux presque tous publiés chez Guy Trédaniel portent en particulier sur la Tradition primordiale, l'ésotérisme et sur divers aspects de l'œuvre de la vie de Guénon, notamment sur ses rapports avec l'archéomètre. Traducteur du Livre de l'Ordre de la Chevalerie, il a également fait paraître des choix de textes sur l'Ordre du Temple ou l'ésotérisme des troubadours.
Il a publié trois livres sur l'œuvre de René Guénon ainsi que de nombreux articles sur celle-ci. Créateur du périodique Shankara (« La revue des études Shankarâchâriennes », publiée par l'association Shankara), il a également collaboré à la revue Vers la Tradition et au bulletin Ganesha. Étude de l'œuvre de René Guénon.
Il a établi une bibliographie complète de l'œuvre de René Guénon (en attente d'être publiée par l'éditeur Trédaniel). Il a collaboré à la publication d'un recueil d'articles et de comptes-rendus inédits de René Guénon aux éditions Traditionnelles (un second volume devrait être publié par les éditions Trédaniel).

## Publications
- Métaphysique de la communication, le silence du silence, Paris, Guy Trédaniel, 1990.
- Le Livre de l'Ordre de la Chevalerie de Raymond Lulle ; introduction, traduction du catalan et notes par Bruno Hapel, Paris, Guy Trédaniel, 1990.
- Râmana Maharshi et Shankara. La tradition primordiale, Paris, Guy Trédaniel, 1991.
- « Présentation » de L'Ordre du Temple: les textes fondateurs, Paris, Éditions de la Maisnie, 1991. Réunit la « Louange de la nouvelle milice » de saint Bernard, trad. par Alfred Charpentier, et la « Règle primitive » élaborée par le concile de Troyes d'après l'œuvre de Hugues de Payens, trad. par B. Hapel.
- L'Ésotérisme des troubadours, textes choisis et présentés par Bruno Hapel, Paris, Guy Trédaniel, 1992.
- René Guénon et « L'archéomètre », Paris, Guy Trédaniel, 1996. (Il s'agit d'une étude des articles parus sous le  pseudonyme de T (regroupant plusieurs signatures)  dans "La Gnose" (1909-1912). Ils se basent sur des documents de saint Yves d'Alveydre non publiés et donnés par Ch. Barlet).
- Râmana Maharshi. L'esprit du silence, Paris, Guy Trédaniel, 1998.
- René Guénon et l'esprit de l'Inde, Paris, Guy Trédaniel, 1998.
- René Guénon et « Le roi du monde », Paris, Guy Trédaniel, 2001.

Il a collaboré à plusieurs revues et bulletins :
- Vers la Tradition.
- Shankara. La revue des études Shankarâchâriennes.
- Ganesha. Étude de l'œuvre de René Guénon.